# Baurua

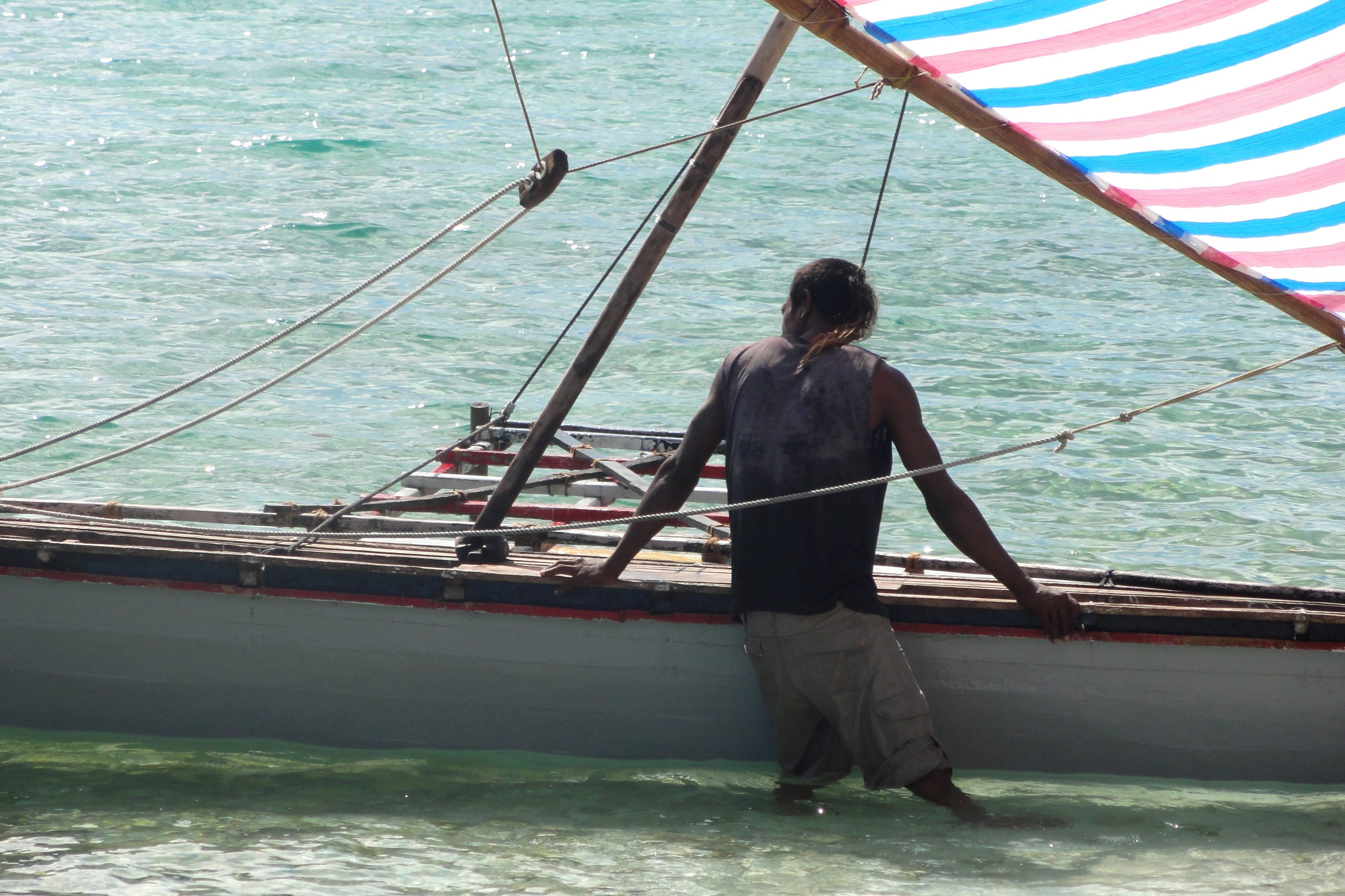
Détail d'un voilier traditionnel aux kiribati

Un baurua est un type de grande pirogue à balancier traditionnel, à voile austronésienne des îles Gilbert (archipel des Kiribati, région de Micronésie). Ils sont considérés comme les bateaux traditionnels d'Océanie les plus sophistiqués. Une réplique de baurua de 30 m a été construit en 1939. 